# Serdinya
Serdinya là một xã trong tỉnh Pyrénées-Orientales, vùng Occitanie phía nam nước Pháp. Xã Serdinya nằm ở khu vực có độ cao trung bình 530 mét trên mực nước biển.